# Route nationale 27 (Vietnam)
Pour les articles homonymes, voir Route nationale 27.
La route nationale 27 (vietnamien : Quốc lộ 27) est une route nationale au Viêt Nam.

## Parcours
La route nationale 27 relie la province de Ninh Thuan dans la côte centrale du Sud aux provinces de Lam Dong et Dak Lak dans la région des hauts plateaux des montagnes centrales.
La route  nationale 27 part de Phan Rang - Tháp Chàm, puis elle continue par le district de Ninh Son dans la province de Ninh Thuận, en passant par le col de Ngoan Muc jusqu'à la ville de D'Ran du district de Don Duong de la province de Lam Dong. 
De là, la route se dirige vers l'ouest jusqu'à la jonction Finom, puis à la jonction de l'aéroport de Liên Khuong sur la route nationale 20 dans la ville de Liên Nghĩa du district de Duc Trong (Lam Dong). 
De Lien Khuong, la jonction en T continue du nord-ouest au nord à travers les districts de Lam Ha et Dam Rong (Lam Dong), puis les districts de Lak , Krong Bong et Cu Kuin (province de Dak Lak).
La route se termine et se termine au km 5 sur la route nationale 26 dans la ville de Buon Ma Thuot.